# 辻昌建
辻 昌建（つじ まさたて、男性、1978年11月16日 - 2009年3月24日）は、日本のプロボクサー。広島県広島市出身。帝拳ボクシングジム所属。崇徳高等学校、法政大学卒業。

## 来歴
中学時代までを似島で過ごし、その後、広島市へ移った。アマチュア時代は、高校でインターハイベスト8、大学で国体ライトフライ級準優勝の成績を残した。大学時代はボクシング部の主将も務めた。
2002年10月19日、プロデビュー戦では久田恭裕に2-0の判定勝利を収めた。2003年11月18日、熊田和真に2-1（59-57、59-57、58-59）の判定勝利。2004年4月2日、黒木健孝に3-0（78-74、78-76、78-76）の判定勝利を収めた。
2005年5月21日、熊田和真と再戦し、0-3（76-79、76-79、76-77）の判定でプロ8戦目にして初黒星を喫した。同年12月10日、沖縄・北谷ドームで行われた米須啓との6回戦に3回KO勝利を収めて再起を果たした。他のプロ公式試合15戦はいずれも後楽園ホールで戦った。
2006年3月18日、斎藤直人との8回戦は三者三様の判定で引き分けとなった。この試合中、左拳を骨折し、1年間のブランクを余儀なくされた。2007年3月17日、ブランク明けのリングでは過去に2戦1勝1敗となっていた熊田和真に3-0（78-74、78-76、77-76）の判定勝利を収めた。
2008年7月1日、日本タイトル挑戦権獲得トーナメントミニマム級準決勝で八重樫東に2-0の判定勝利を収めた。同年10月8日、同トーナメント決勝で堀川謙一に2-1の判定勝利を収めて優勝し、日本王座への挑戦権を獲得した。日本ミニマム級王者黒木健孝がOPBF東洋太平洋同級王座獲得後の12月20日に日本王座を返上し、同王座は空位となった。
2009年3月21日、チャンピオンカーニバルで行われた日本ミニマム級王座決定戦では、日本1位・OPBF2位・WBC18位として、日本3位・OPBF6位の金光佑治と対戦した。ダウン経験のない両選手の試合は開始とともに激しい打ち合いとなり、最終回に辻はロープダウンからカウントアウトされ、KO負けとなった。この直後リング上で意識不明となり、東京慈恵会医科大学附属病院へ救急搬送された。 
急性硬膜下血腫の診断で開頭手術を受けたが、意識が戻らないまま、3日後の3月24日入院先の病院で死去した。同月25日に通夜、26日に告別式がいずれも東京・港区の増上寺で、同年8月9日には納骨式が広島市内で営まれた。
一方、勝利した金光も同じく硬膜下血腫の診断により引退を余儀なくされ、レフェリングを始めとする当日のリスク管理に問題があったのではと指摘する声もあった。また、事故の対策などでコミッショナーなどが改めて話し合う切っ掛けともなった。

## 戦績
- アマチュアボクシング：50戦31勝 (10KO・RSC) 19敗
- プロボクシング：16戦12勝 (3KO) 2敗 (1KO) 2分

| 戦           | 日付           | 勝敗 | 時間     | 内容    | 対戦相手                      | 国籍 | 備考                                               |
| ------------ | -------------- | ---- | -------- | ------- | ----------------------------- | ---- | -------------------------------------------------- |
| 1            | 2002年10月19日 | ☆    | 4R       | 判定2-0 | 久田恭裕 （横浜さくら）       | 日本 | プロデビュー戦                                     |
| 2            | 2003年2月15日  | ☆    | 3R 0:53  | KO      | 星野恭一 （鹿沼協栄）         | 日本 |                                                    |
| 3            | 2003年6月21日  | ☆    | 6R       | 判定2-1 | 山崎光洋 （埼玉池田）         | 日本 |                                                    |
| 4            | 2003年11月18日 | ☆    | 6R       | 判定2-1 | 熊田和真 （オサム）           | 日本 |                                                    |
| 5            | 2004年4月2日   | ☆    | 8R       | 判定3-0 | 黒木健孝 （ヤマグチ土浦）     | 日本 |                                                    |
| 6            | 2004年9月18日  | ☆    | 8R       | 判定3-0 | 岸田直哉 （クラトキ）         | 日本 |                                                    |
| 7            | 2005年1月15日  | ☆    | 2R 2:48  | KO      | 田中強士 （京浜）             | 日本 |                                                    |
| 8            | 2005年5月21日  | ★    | 6R       | 判定0-3 | 熊田和真 （オサム）           | 日本 |                                                    |
| 9            | 2005年12月10日 | ☆    | 3R 2:55  | KO      | 米須啓 （沖縄ワールドリング） | 日本 |                                                    |
| 10           | 2006年3月18日  | △    | 8R       | 判定1-1 | 斎藤直人 （角海老宝石）       | 日本 |                                                    |
| 11           | 2007年3月17日  | ☆    | 8R       | 判定3-0 | 熊田和真 （オサム）           | 日本 |                                                    |
| 12           | 2007年10月6日  | △    | 8R       | 判定1-0 | 小川利樹 （角海老宝石）       | 日本 |                                                    |
| 13           | 2008年3月5日   | ☆    | 8R       | 判定3-0 | 田中教仁 （ドリーム）         | 日本 |                                                    |
| 14           | 2008年7月1日   | ☆    | 6R       | 判定2-0 | 八重樫東 （大橋）             | 日本 | 日本タイトル挑戦権獲得トーナメントミニマム級準決勝 |
| 15           | 2008年10月8日  | ☆    | 8R       | 判定2-1 | 堀川謙一 （SFマキ）           | 日本 | 日本タイトル挑戦権獲得トーナメントミニマム級決勝   |
| 16           | 2009年3月21日  | ★    | 10R 1:09 | KO      | 金光佑治 （六島）             | 日本 | 日本ミニマム級王座決定戦                           |
| テンプレート |                |      |          |         |                               |      |                                                    |

## 獲得タイトル
- 第1回日本タイトル挑戦権獲得トーナメントミニマム級優勝